# 陈铁雄
陈铁雄（1959年11月—），男，汉族，浙江省丽水市青田县人。1976年12月参加工作，1979年5月加入中国共产党，中央党校在职研究生学历。现任浙江省政协副主席。
历任：
- 浙江省青田县温溪镇委副书记、镇长
- 中共景宁畲族自治县县委常委、副县长
- 中共景宁畲族自治县县委书记
- 中共遂昌县委书记
- 中共西藏那曲地委副书记
- 浙江省农业厅副厅长
- 浙江省林业厅厅长
- 中共台州市委副书记、市长
- 中共台州市委书记
- 浙江省国土资源厅厅长[1]